# 加爾薩 (聖地亞哥-德爾埃斯特羅省)
加爾薩（西班牙語：Garza），是阿根廷的縣份，位於該國北部聖地亞哥-德爾埃斯特羅省，是薩爾米恩托縣的首府，海拔高度116米，該地區的地震活動頻繁和低強度，2010年人口2,584。